# سينغكيب

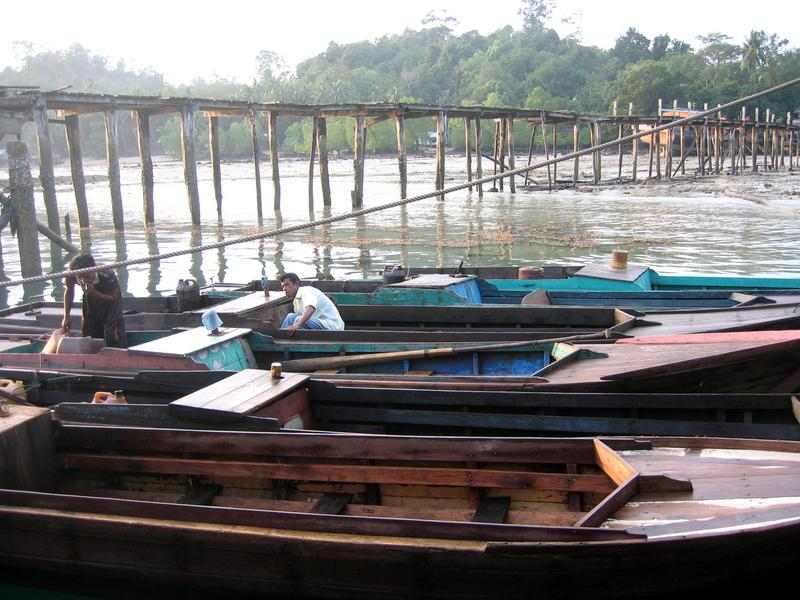
ميناء ياغو في جزيرة سينغكيب

جزيرة سينغكيب هي جزيرة في أرخبيل جزر لينقا ضمن جزر رياو في إندونيسيا. مساحتها 757 كيلومترا مربعا (292 ميل مربع). ويفصلها عن الساحل الشرقي لجزيرة سومطرة طريق مضيق بيرهالا. الجزيرة محاطة بجزر بوسيك من الغرب وجزيرة سيراك من الجنوب الغربي وجزيرة سيلايار من الجنوب، وهذه الجزر تقع بينها وبين جزيرة لينقا.

## المطار والموانئ
يوجد في سينغكيب اثنين من الموانئ:
- ميناء دابو قرب دابوسينغكيب
- ميناء ياغو با القرب من سونغايبولوه

وقد توقف النقل المنتظم نحو ميناء مونتوك في جزيرة بانغكا قرب سومطرة الجنوبية بعد توقف استخراج القصدير. ومع ذلك، فإن العبارات عالية السرعة ما تزال تربط بين تانيونغ بينانغ وسينغكيب، ثم يمكن استئجار قوارب محلية إلى جزيرة لينقا.
كما يوجد في جزيرة سينغكيب مطار صغير قادر على التعامل مع طائرات ركاب صغيرة. وكان المطار نشطاً خلال عمليات تعدين القصدير.

## السياحة
في جزيرة سينغكيب العديد من الشواطئ الجميلة مثل شاطئ باتو بيرداون وشاطئ نوسانتارا والتي لم يتم اكتشافها من قبل الغرباء. توجد فنادق صغيرة فقط في الجزيرة، كما أنها رخيصة والطعام رخيص كذلك. الناس ودودون في الجزيرة والجزيرة آمنة تماماً حيث أن معدل الجريمة منخفض جداً. هذا يرجع كون مجتمع سينغكيب صغير جداً والناس يعرفون بعضهم بعضاً. السياحة في الجزيرة لسيت متقدمة فضلا عن أنها تفتقر إلى المرافق والتسهيلات، ولكن للجزيرة عوامل جيدة قد تحقق لها الازدهار.

## وصلات خارجية
- الموقع الرسمي للجزيرة